# SimBin
La SimBin è stata un'azienda di sviluppo di videogiochi svedese.
L'azienda possedeva una rete di distribuzione globale con i relativi mercati principali in Europa e negli Stati Uniti d'America. La SimBin fu fondata nel 2003 ed occupava un totale di 70 dipendenti, consistente di 40 impiegati alla sede di Vara ed allo studio di sviluppo a Göteborg e di 30 consulenti distribuiti in tutto il mondo.
I suoi titoli più famosi sono stati GTR che godeva dei diritti del FIA GT e RACE che godeva di quelli del FIA WTCC.

## Videogiochi prodotti
- GTR - FIA GT Racing Game (PC, 2005)
- GT Legends (PC, 2005)
- GTR 2 - FIA GT Racing Game (PC, 2006)
- RACE - The WTCC Game (PC, 2006)
- Caterham "expansion pack for RACE" (PC, 2007
- RACE 07 - Official WTCC Game (PC, 2007)
- Crowne Plaza "expansion pack for RACE 07" (PC, 2008)
- GTR Evolution (PC, 2008)
- STCC - The Game (PC, 2008)
- RACE Pro (Xbox 360, 2009)
- Volvo - The Game (PC, 2009)